# Xanthorhoe magnata
Xanthorhoe magnata är en fjärilsart som beskrevs av Claude Herbulot 1957. Xanthorhoe magnata ingår i släktet Xanthorhoe och familjen mätare. Inga underarter finns listade i Catalogue of Life.